# Mango de Alaska
El Mango de Alaska (en inglés Alaska Panhandle) es la parte sureste del estado de Alaska en los Estados Unidos, que limita al oeste con la parte norte de la provincia canadiense de Columbia Británica. La mayor parte de la región es parte del Bosque Nacional Tongass, el bosque nacional más grande de los Estados Unidos. En muchos lugares, la frontera internacional se sitúa a lo largo de las Cordilleras Boundary de las Montañas Costeras (véase disputa limítrofe de Alaska). La región es conocida por su clima templado y lluvioso y sus hermosos paisajes.

## Geografía

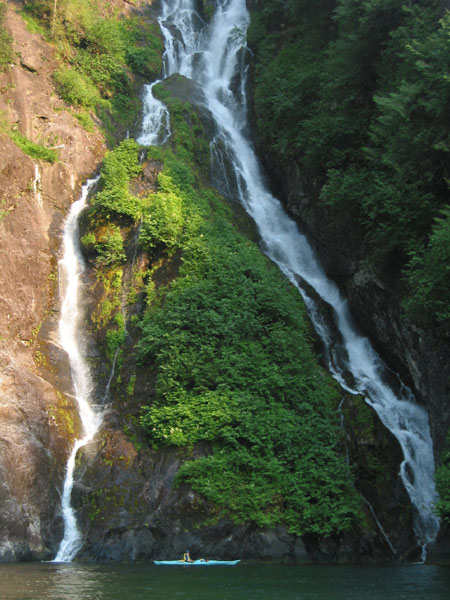
Catarata Misty Fjords

El sureste de Alaska es la zona terminal del Pasaje Interior, un conjunto de canales formados entre islas y fiordos que comienza en el estrecho de Puget en el estado de Washington. Este era un importante corredor para los pueblos Tlingit y Haida, al igual que para los buques a vapor en la época de la fiebre del oro. Actualmente, es una importante ruta para los ferries de la Autopista Marina de Alaska al igual que para cruceros. La región cuenta con un área 91.000 km² e incluye seis boroughs y tres áreas censales, además de una parte del Borough de Yakutat ubicado al este de la longitud 141° oeste. Aunque solo representa el 6.14 por ciento del área total del estado de Alaska, es más grande que el estado de Maine, y casi tan grande como el estado de Indiana. La costa del sureste de Alaska es casi tan larga como la costa occidental de Canadá. Según el censo del año 2000, su población era de 72.954 habitantes, de los cuales un 42 por ciento estaban concentrados en la ciudad de Juneau.
Los boroughs y áreas censales que están dentro de esta región son:
- Borough de Haines
- Área censal de Hoonah-Angoon
- Borough de Juneau
- Borough de Ketchikan Gateway
- Área censal de Petersburg
- Área censal de Príncipe de Gales–Hyder
- Borough de Sitka
- Borough de Skagway
- Borough de Wrangell
- Borough de Yakutat (la parte este del meridiano 141° oeste; 12,506.53 km² o aproximadamente 63,12 por ciento del borough)

Además, la región incluye el Bosque Nacional Tongass, el parque nacional Glacier Bay, el Monumento Nacional de Admiralty Island, el Monumento Nacional de Misty Fjords, el Pasaje Interior de Alaska, y un sinnúmero de islas grandes y pequeñas. Las islás más grandes, de norte a sur, son la Isla Chichagof, la Isla del Almirantazgo, la Isla de Baranof, la Isla de Kupreanof, la Isla de Revillagigedo y la Isla del Príncipe de Gales. Los cuerpos de agua más grandes del sureste de Alaska incluyen la Bahía de los Glaciares, el Canal de Lynn, el estrecho Helado, el Estrecho de Chatham, el Pasaje de Stephens, el Estrecho de Frederick, el Estrecho de Sumner y el Estrecho de Clarence.
El 20 de agosto de 1902, el presidente Theodore Roosevelt estableció la Reserva Forestal del Archipiélago Alexander, la cual forma el corazón del Bosque Nacional Tongass que cubre la mayor parte de la región.

## Ecología
El sureste de Alaska comprende un bosque lluvioso de clima templano dentro de la zona de bosques lluviosos del Pacífico, clasificado como un sistema de ecorregión por el World Wildlife Fund, el cual se extiende desde el norte de California hasta el Estrecho del Príncipe Guillermo. Las especies más comunes de árboles son el sitka spruce y el western hemlock. La fauna de la zona incluye osos pardos, osos negros, el lobo del Archipiélago Alexander (una especie endémica), el venado de cola negra de Sitka, ballenas jorobadas, orcas, cinco especies de salmón, águilas calvas, y patos arlequín, entre otros.

## Cultura

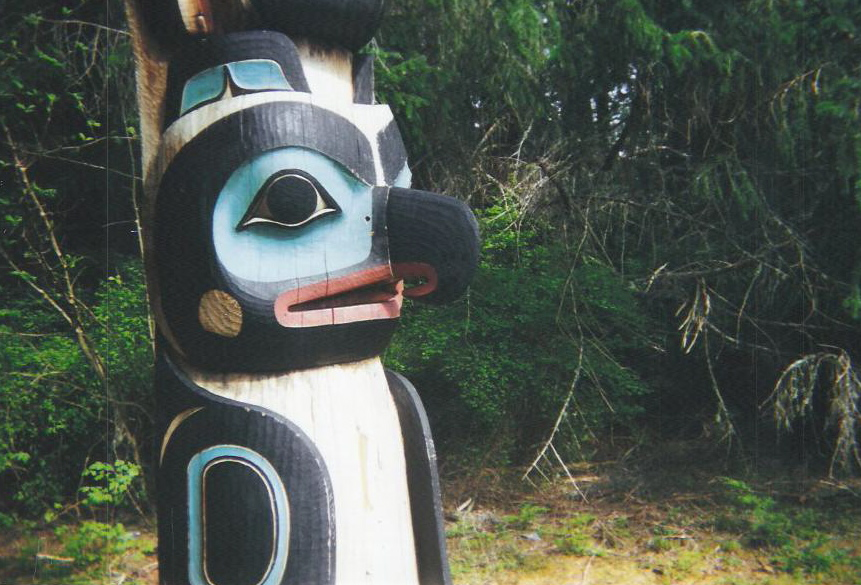
Tótem en el Parque Histórico Nacional de Sitka.

La zona es la tierra ancestral del pueblo Tlingit, y el lugar de asentamiento histórico del pueblo Haida, además de un asentamiento moderno del pueblo Tsimshian. La región está ligada estrechamente a Seattle y cultural y económicamente al Pacífico Noroeste.

## Economía
Las industrias más importantes del Sureste de Alaska incluyen la pesca comercial y el turismo (principalmente los cruceros). La industria maderera ha sido una importante industria en el pasado, pero ha venido en un declive constante debido a la competencia que tiene con otras regiones y luego del cierre de los aserraderos más grandes de la zona.

## Historia
La frontera entre la provincia canadiense de Columbia Británica y Alaska fue definida en lo que se conoce como la Disputa limítrofe de Alaska, en donde los Estados Unidos, Canadá, el Reino Unido y la provincia canadiense reclamaron líneas fronterizas diferentes en el Panhandle de Alaska. Mientras que los ministros de exteriores del Reino Unido tendían a favorecer el argumento canadiense, este evento terminó favoreciendo la posición estadounidense con el apoyo del Reino Unido, en lo que algunos en Canadá consideraron una traición y provocó cierta animosidad hacia los británicos por parte de la nueva nación canadiense.

## Transporte
Debido a la naturaleza extremadamente escarpada y montañosa del sureste de Alaska, casi todas las comunidades (con la excepción de Hyder, Skagway y Haines) no tienen conexiones terrestres con el exterior, lo que convierte al transporte aéreo y marítimo en los medios más importantes. La Autopista Marina de Alaska pasa por esta región.

### Transporte aéreo
Alaska Airlines es, por mucho, la línea aérea más importante de la región, y el Aeropuerto Internacional de Juneau es el hub principal para todo el sureste del estado, mientras que el Aeropuerto Internacional de Ketchikan funciona como aeropuerto secundario para el sur de Alaska. La aerolínea de Alaska Bush y otros servicios de taxi aéreos proveen servicios para las comunidades más pequeñas y aisladas en la región.

### Transporte marítimo
El transporte marítimo en la región es proveído por la estatal Autopista Marina de Alaska y por el Inter-Island Ferry Authority de la Isla del Príncipe de Gales. Compañías pequeñas como la Allen Marine de Sitka y otros operadores independientes en el Canal de Lyn ofrecen servicios de transporte de pasajeros en ocasiones. El tráfico de barcos en la zona es pesado durante la temporada de cruceros.